# Takunomi.
Takunomi. (яп. たくのみ。 Такуноми., «Выпиваем дома.») — комедийная манга-ёнкома Харуто Хино, публиковавшаяся издательством Shogakukan через веб-приложение MangaONE с августа 2015 по май 2018 года. К маю 2018 года было выпущено 6 томов. Аниме-адаптация студии Production IMS транслировалась с января по март 2018 года.

## Сюжет
История повествует о 20-летней Митиру Амацуки, которая переезжает в Токио из-за новой работы. Там она решает поселиться в доме Stella House, где живут только женщины, причём с различными профессиями и возрастом. Однако с алкоголем и отменной едой им удаётся найти общий язык.

## Персонажи
Митиру Амацуки (яп. 天月 みちる Амацуки Митиру)
Сэйю: Аяка Имамура
Нао Кирияма (яп. 桐山 直 Кирияма Нао)
Сэйю: Тика Андзай
Макото Кирияма (яп. 桐山 真 Кирияма Макото)
Сэйю: Маая Утида
Каэ Мидорикава (яп. 緑川 香枝 Мидорикава Каэ)
Сэйю: Микако Комацу

## Издания

### Манга
Манга, написанная и иллюстрированная Харуто Хино, публиковалась издательством Shogakukan через веб-приложение MangaONE с августа 2015 по 25 мая 2018 года. Первый том в формате танкобона вышел 18 декабря 2015 года. Последний, шестой том был выпущен 16 февраля 2018 года.
Список томов
| № | Дата публикации      | ISBN                   |
| - | -------------------- | ---------------------- |
| 1 | 18 декабря 2015 года | ISBN 978-4-09-126685-9 |
| 2 | 17 июня 2016 года    | ISBN 978-4-09-127309-3 |
| 3 | 12 декабря 2016 года | ISBN 978-4-09-127462-5 |
| 4 | 10 августа 2017 года | ISBN 978-4-09-127745-9 |
| 5 | 19 декабря 2017 года | ISBN 978-4-09-128055-8 |
| 6 | 16 февраля 2018 года | ISBN 978-4-09-128206-4 |

### Аниме
Аниме-адаптация производства студии Production IMS, состоящая из двенадцати 15-минутных серий, транслировалась с 11 января по 29 марта 2018 года. Режиссёром выступил Томоки Кобаяси, сценаристом — Кацухико Такаяма. Дизайн персонажей разработан Симпэем Кобаяси. Композитор — Масато Судзуки.
Открывающую композицию сериала под названием «aventure bleu» исполняет Маая Утида. Сингл был издан 14 февраля 2018 года. Закрывающей композицией является «Stoic ni Detox» (яп. ストイックにデトックス Сутоикку ни Дэтоккусу) в исполнении Масиноми.
Список серий
| № серии | Название                                                    | Дата премьеры        |
| ------- | ----------------------------------------------------------- | -------------------- |
| 1       | Пиво Эбису «Эбису Би:ру» (エビスビール)                     | 11 января 2018 года  |
| 2       | Хайбол сётю «Сё:тю: Хайбо:ру» (焼酎ハイボール)              | 18 января 2018 года  |
| 3       | Суиёби но Нэко «Суиё:би но Нэко» (水曜日のネコ)             | 25 января 2018 года  |
| 4       | Хёкэцу «Хё:кэцу» (氷結)                                     | 1 февраля 2018 года  |
| 5       | Китти «Кити» (キティ)                                       | 8 февраля 2018 года  |
| 6       | Дассай «Дассай» (獺祭)                                      | 15 февраля 2018 года |
| 7       | Калуа «Кару:а» (カルーア)                                   | 22 февраля 2018 года |
| 8       | Какубин «Какубин» (角瓶)                                    | 1 марта 2018 года    |
| 9       | Otoko Ume Sour «Отоко умэ сава:» (男梅サワー)               | 8 марта 2018 года    |
| 10      | Пиво Орион «Орион Би:ру» (オリオンビール)                   | 15 марта 2018 года   |
| 11      | Дайсити «Дайсити» (大七)                                    | 22 марта 2018 года   |
| 12      | Asahi Super Dry «Асахи Су:па: Дорай» (アサヒスーパードライ) | 29 марта 2018 года   |